# Бързата лента (2018)
Бързата лента (2018) (на английски: WWE Fastlane 2018) е кеч pay-per-view (PPV) турнир и WWE Network събитие, продуцирано от WWE за марката Разбиване. Провежда на 11 март 2018 в Nationwide Arena в Кълъмбъс, Охайо. Това е четвъртото събитие, в хоронологията на Бързата лента и първото за Разбиване със същото име.
Седем мача се провеждат по време на събитието, включително един мач в предварителното шоу.
В главния мач, Ей Джей Стайлс запази Титлата на Федерацията в мач шесторно предизвикателство срещу Кевин Оуенс, Сами Зейн, Барон Корбин, Долф Зиглър и свободния агент Джон Сина.
В други мачове, Ренди Ортън победи Боби Рууд за да спечели първата си Титлата на Съединените щати, ставайки грам слам шампион, а Шарлот Светкавицата запази Титлата при жените на Разбиване срещу Руби Райът, след което победителката в Кралко меле за жени Аска от бранда Първична сила направи своя дебют в Разбиване, за да предизвика Светкавицата за титлата на КечМания 34.

## Продукция

### Заден план
Събитието включва мачове, получени от сценични сюжети и имат резултати, предварително решени от WWE и марката Разбиване, марковата дивизия.
Бързата лента включва кеч мачове с участието на различни борци от вече съществуващи сценични вражди и сюжетни линии, които изиграват в Разбиване. Борците са добри или лоши, тъй като те следват поредица от събития, които са изградили напрежение и кулминират в мач или серия от мачове.
На Кралски грохот Ей Джей Стайлс победи Кевин Оуенс и Сами Зейн в хендикап мач, за да запази Титлата на Федерацията, въпреки че Оуенс, който беше туширан, не беше легалния мъж. В следващия епизод на Разбиване Оуенс и Зейн прекъснаха победителя от мача кралско меле за мъже за 2018 г. Шинске Накамура и казаха, че те трябва да бъдат шампиони на Федерацията, но реферът не успя в работата си.
След това Стайлс и Накамура се обединиха и победиха Оуенс и Зейн.
По време на мача имаше напрежение между Оуенс и Зейн в резултат на това, че генералният мениджър Даниъл Брайън обяви, че ще се изправят един срещу друг през следващата седмица, за да определи претендента номер едно за Титлата на Федерацията на Бързата лента.
Мачът завърши с двойна дисквалификация, след като Стайлс беше провокиран от Зейн и нападна и двамата мъже, което доведе до Брайън, който обяви Тройна заплаха мач между тримата за титлата.
Тогава комисарият Шейн Макмеън обяви в Twitter, че победителят от мача между Долф Зиглър и Барон Корбин през следващата седмица ще бъде добавен към мача за титлата, за да стане Фатална четворка мач. Преди този мач да започне, Оуенс и Зейн нападнаха Корбин зад кулисите и по-късно тръгнаха след Зиглър, за да предотвратят добавянето на единия или другия. В отговор Шейн насрочи Оуенс да се изправи срещу Корбин, а Зейн срещу Зиглър, като Корбин и Зиглър щяха да бъдат добавени, ако спечелят съответните си мачове, като същевременно заплаши, че ако Оуенс или Зейн се намисят в мача на другия, този човек ще бъде отстранено от мача за титлата. Корбин и Зиглър спечелиха съответните си мачове, като по този начин го направиха фатална петорка за титлата на федерацията на Бързата лента. На епизода на 27 февруари свободтият агент Джон Сина, който не успя да стане претендент номер едно за Универсалсата титла на Първична сила в Елиминационната клетка две нощи преди това, и се завърна в Разбиване, решен да спечели мач на КечМания 34.
Брайън му даде възможност да бъде добавен към мача за титлата на Федерацията на Бързата лента, ако успее да победи Стайлс в мач без титлата да бъде заложена. Сина победи Стайлс, превръщайки мача за титлата в шесторно предизвикателство. След това се стигна до сбиване между шестимата кечисти. За да не бъде прекъснат, Сина използва статуса си на свободен агент и се появи в епизода на 5 март на Първична сила и каза, че ще счупи рекорда на Рик Светкавицата и ще стане 17-кратен световен шампион и каза, че Стайлс ще използва клаузата си за реванш, за да стане мача за титлата на Федерацията на КечМания в тройна заплаха мач с Накамура.
На финалния епизод на Разбиване преди заплащането за гледане Оуенс и Зейн предизвикаха двойна дисквалификация в мач между Стайлс и Зиглър, беше обявен петорно предизвикателство мач с добавянето на Корбин, в който Зейн отбеляза туш и спечели, като направи финишъра си на Оуенс и го тушира.

## Резултати
| №                                                                                     | Резултати | Правила                                              | Време |
| ------------------------------------------------------------------------------------- | --- | ---------------------------------------------------- | ----- |
| 1П                                                                                    | Брийзанго (Фанданго и Тайлър Брийз) и Тай Дилинджър победиха Моджо Роули, Чад Гейбъл и Шелтън Бенджамин              | Шест-мъже отборен мач                                | 7:25  |
| 2                                                                                     | Шинске Накамура победи Русев (с Ейдън Инглиш)                                                                        | Индивидуален мач                                     | 14:50 |
| 3                                                                                     | Ренди Ортън победи Боби Рууд (ш)                                                                                     | Индивидуален мач за Титлата на Съедитените щати      | 19:15 |
| 4                                                                                     | Наталия и Кармела победиха Беки Линч и Наоми                                                                         | Отборен мач                                          | 8:55  |
| 5                                                                                     | Братя Усо (Джей Усо и Джими Усо (ш) срещу Нов ден (Кофи Кингстън и Ксавиер Уудс (с Големия И) завърши без победители | Отборен мач за Отборните титли на Разбиване          | 9:00  |
| 6                                                                                     | Шарлот Светкавицата (ш) победи Руби Райът чрез предаване                                                             | Индивидуален мач за Титлата при жените на Разбиване  | 13:45 |
| 7                                                                                     | Ей Джей Стайлс (ш) победи Барон Корбин, Долф Зиглър, Джон Сина, Кевин Оуенс и Сами Зейн                              | Шесторно предизвикателство за Титлата на Федерацията | 21:55 |
| - (ш) – указва шампиона/шампионите в мача - П – показва, че мача се случи преди шоуто | |                                                      |       |